# Germanofobia

Questo manifesto della propaganda statunitense (Destroy this mad brute) fu pubblicato nel 1917 da Harry Ryle Hopps, esso ritrae la Germania personificata da un gorilla che invade gli Stati Uniti avendo già conquistato l'Europa

La germanofobia, sentimento antitedesco o pregiudizio contro i tedeschi è definito come un'opposizione, un odio o una paura della Germania, dei suoi abitanti, e della cultura e lingua tedesca. Il suo opposto è la germanofilia, ossia l'ammirazione della civiltà germanica e del popolo tedesco.

## XIX secolo
Il sentimento in gran parte cominciò con la metà del XIX secolo con l'unificazione della Germania, che rese la nuova nazione un rivale delle grandi potenze d'Europa su basi economiche, culturali, geopolitiche e militari.

### Russia
Negli anni 1860 in Russia scoppiò un focolaio di germanofobia, soprattutto a San Pietroburgo all'interno di un gruppo di scrittori che si erano riuniti sotto un giornale orientato a sinistra. Nel 1864 fu pubblicato un articolo da parte di un autore che utilizzava lo pseudonimo Shedoferotti, il quale proponeva che la Polonia (allora Regno del Congresso) divenisse autonoma e che i privilegi dei Governatorati baltici, dei baroni tedeschi e della Finlandia venissero conservati. Michail Nikiforovič Katkov pubblicò un'aspra critica riguardante un articolo del Moscow News, causando una reazione a catena, in cui altri scrittori russi espressero la loro irritazione verso gli europei, con alcune di queste critiche erano specificatamente contro i tedeschi.

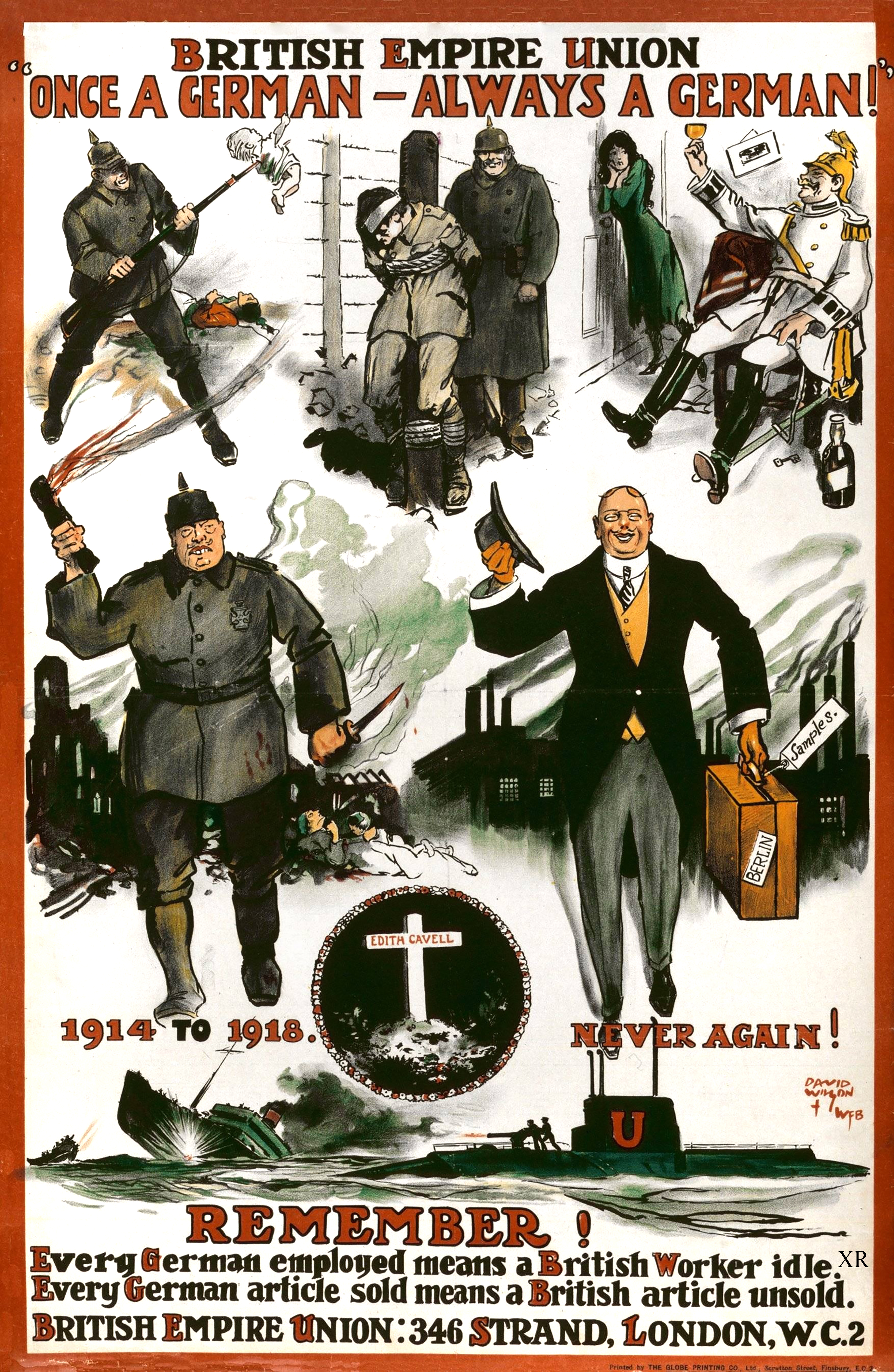
Manifesto britannico antitedesco che raffigura gli atti atroci (molti dei quali falsi) compiuti dai soldati tedeschi durante la prima guerra mondiale

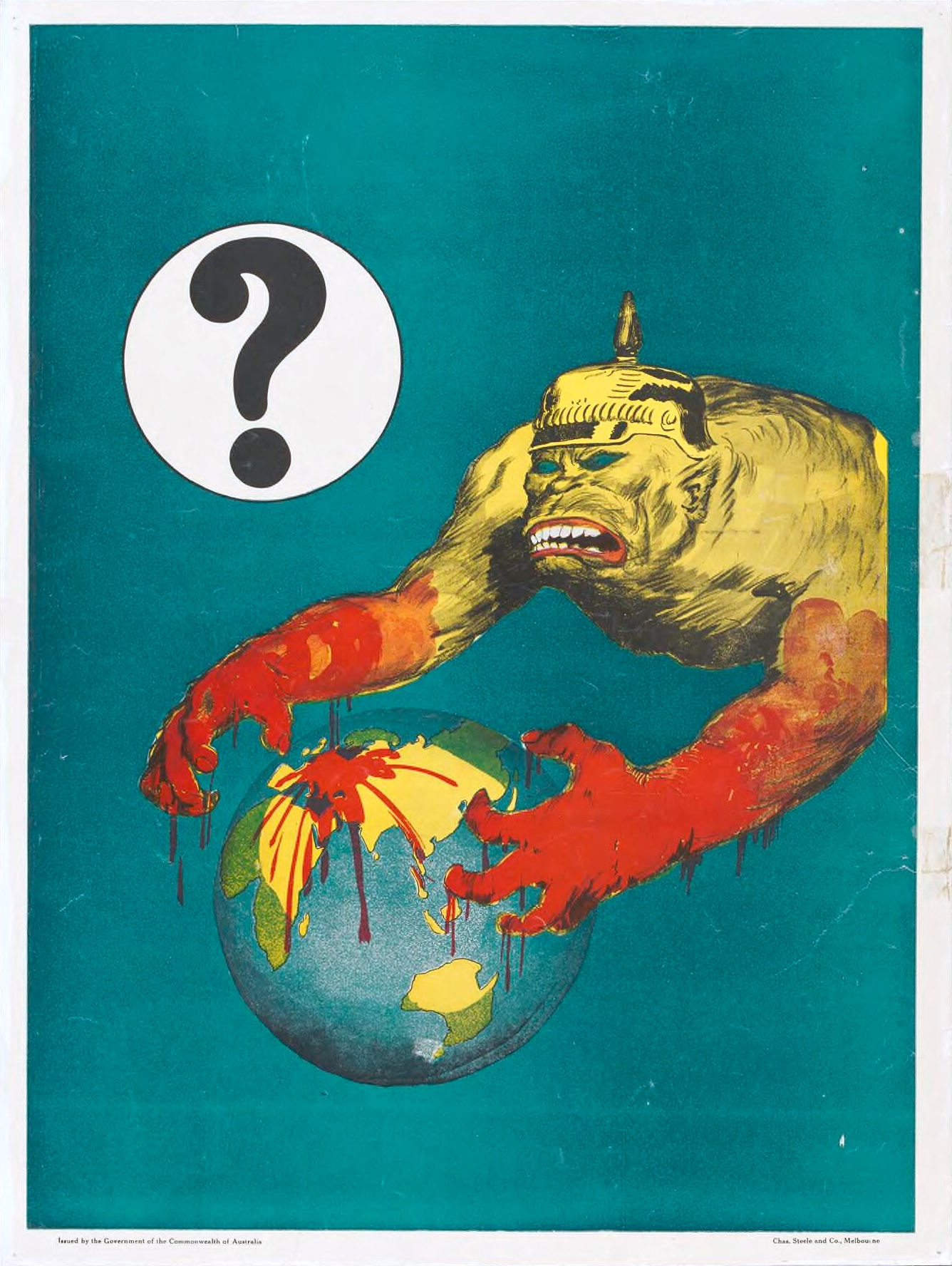
Illustrazione antitedesca dell'artista australiano Norman Lindsay

L'anno seguente, nel 1865 con il centesimo anniversario dalla morte di Michail Vasil'evič Lomonosov, furono pubblicati alcuni articoli in cui citavano i problemi che Lomonosov aveva incontrato con dei membri dell'Accademia russa delle scienze, molti dei quali erano di origine tedesca. Gli studiosi tedeschi contemporanei furono criticati per il loro abbandono della lingua russa e per la stampa di articoli in lingue straniere mentre stavano ricevendo fondi dal popolo russo. Alcuni scrittori consideravano come stranieri i cittadini russi di origine tedesca che non parlavano il russo e che seguivano la fede ortodossa. Fu anche proibito ai cittadini russi, originari della Germania di ricoprire ruoli diplomatici, in quanto non possedevano una solidarietà nei confronti della Russia.
Nonostante la campagna di opinione contro i tedeschi, i sentimenti germanofobici non riuscirono a svilupparsi in Russia e, in poco tempo, il focolaio si spense definitivamente per via delle radici tedesche nella famiglia imperiale russa e dell presenza di molti nomi germani nella politica russa.

### Gran Bretagna
I commenti negativi sulla Germania, iniziarono ad apparire in Gran Bretagna negli anni 1870, in seguito alla vittoria prussiana nella guerra franco-prussiana (1870-71). Le prime critiche furono espresse dalla stampa e dalla nascita della letteratura d'invasione, con il romanzo de La battaglia di Dorking, esse erano focalizzate sull'idea che la Gran Bretagna potesse essere invasa dalla Germania. Questa paura fu alimentata ulteriormente dalla nuova stampa di massa, che ebbe un impatto significativo sull'opinione pubblica. Alfred Harmsworth, noto giornalista inglese fu uno dei primi ad infondere un forte odio contro la Germania influenzando l'opinione pubblica, attraverso i propri quotidiani Daily Mail e Daily Mirror, Harmsworth grazie alla sua forte influenza fu l'unico a smuovere il popolo britannico contro i tedeschi.
Nel 1887, fu introdotto il marchio di merchandise Made in Germany, per convincere gli acquirenti inglesi ad aderire alla concezione Buying British. L'Impero britannico era una delle principali potenze economiche del mondo e non aveva alcuna intenzione di perdere il suo posto con l'Impero tedesco, che stava subendo una forte crescita economica, la concorrenza tra i britannici e i tedeschi si faceva sempre più sentire, alimentando il sentimento antitedesco. Negli anni 1890, si diffuse un'ostilità verso gli stranieri in Gran Bretagna, principalmente contro gli ebrei dell'Europa orientale e i tedeschi. Alcune persone intervistate dalla Royal Commission on Alien Immigration, credevano che i tedeschi erano coinvolti nella prostituzione e nel furto, vedevano i lavoratori tedeschi in Gran Bretagna come una minaccia per il sostentamento dei cittadini britannici.
Il sentimento antitedesco si intensificò agli inizi del 1896, dopo che il Telegramma Kruger inviato da Guglielmo II di Germania, in cui si congratulò con Paul Kruger, presidente del Transvaal per aver respinto la spedizione di Jameson. Alcuni attacchi ai tedeschi a Londra furono riportati dalla stampa tedesca dell'epoca, ma non sembra che si siano mai verificati. La rivista londinese Saturday Review, affermarono di essere pronti per attaccare la Germania, poiché deve essere distrutta (Germania delenda est), un chiaro riferimento alla famosa frase latina "Carthago delenda est" («Cartagine deve essere distrutta») pronunciata dal generale romano Marco Porcio Catone contro i Cartaginesi. La reputazione del Kaiser Guglielmo II, fu ulteriormente degradata dalla sua invettiva aggressiva e dal Caso Daily Telegraph.

### Stati Uniti
Nel XIX secolo, il flusso migratorio dei tedeschi negli Stati Uniti, rappresenta il più grande gruppo etnico di americani di ascendenza tedesca degli Stati Uniti, la quale portò alla nascita di movimenti innativisti, non diversi da quelli della società occidentale. Successivamente, nel 1844 fu fondato il movimento xenofobo Know Nothing. In un racconto del XIX secolo, viene descritto un bloccaggio di una processione funebre a New York da parte di un gruppo tedesco che insultò i portatori della bara. Con il verificarsi di questi eventi, i tedeschi americani fondarono numerose confraternite come i Figli di Hermann nel 1840, con lo scopo di migliorare e favorire un rapporto benevolo tra tedeschi e americani.

## XX secolo
Nel XX secolo, il ruolo dei tedeschi come i principali responsabili dell'Olocausto e il ruolo della Germania nell'avviare le due guerre mondiali alimentarono anche il sentimento antitedesco tra i paesi nemici della Germania e i cittadini di quei paesi.
In seguito all'Entente Cordiale, un accordo stipulato tra Francia e Regno Unito nel 1904, i rapporti verso la Germania da parte delle due nazioni erano molto freddi, specialmente verso i residenti tedeschi che vivevano in Gran Bretagna. La paura del militarismo tedesco, sostituì l'adorazione per la cultura e la letteratura tedesca. Al punto che, i giornalisti divulgarono in diversi articoli la minaccia posta dalla Germania. Con il Caso Daily Telegraph del 1908 - 1909, il Kaiser Guglielmo II sì sentì umiliato tanto da causare intemperanti attacchi alla Gran Bretagna.
Nel 1894, Alfred Harmsworth commissionò il romanzo The Great War in England in 1897, allo scrittore anglo-francese William Le Queux, la quale narrava una storia alternativa in cui vedeva un'alleanza fra Francia e Russia contro la Gran Bretagna, ma grazie all'intervento da parte della Germania ribaltò la situazione. Dodici anni dopo Harmsworth chiese a Le Queux, di cambiare sentimento, promettendogli il suo pieno sostegno grazie alla sua formidabile dote pubblicitaria. Il risultato finale fu il bestseller The Invasion of 1910, originariamente apparso in forma seriale al Daily Mail nel 1906, l'atmosfera inducente del romanzo coinvolge anche la paranoia, l'isteria collettiva e la germanofobia. Alcuni articoli del Daily Mail sostenevano i sentimenti antitedeschi durante il XX secolo, dicendo ai lettori britannici di rifiutare il servizio nei ristoranti da parte di camerieri austriaci o tedeschi, poiché ritenute spie. Nel 1903, Robert Erskine Childers pubblicò L'enigma delle sabbie, un romanzo in cui due inglesi scoprono un complotto che vede l'invasione della Gran Bretagna da parte della Germania, nel 1979 fu realizzato anche un film omonimo intitolato The Riddle of the Sands.
Nel frattempo, furono inventate delle teorie complottiste combinando la germanofobia e l'antisemitismo, con il presunto controllo di un terreno straniero da parte del Regno Unito, alcuni attribuirono l'ingresso della Gran Bretagna nella guerra boera ai finanzieri internazionali (principalmente di origine tedesca ed ebraica). La maggior parte di queste cospirazioni tedesco-ebraiche hanno avuto origine da figure storiche come Arnold White, Hilaire Belloc e Leo Maxse, quest'ultimo essendo direttore della National Review di Londra, diffuse messaggi ostili nei confronti della Germania.

## Prima guerra mondiale

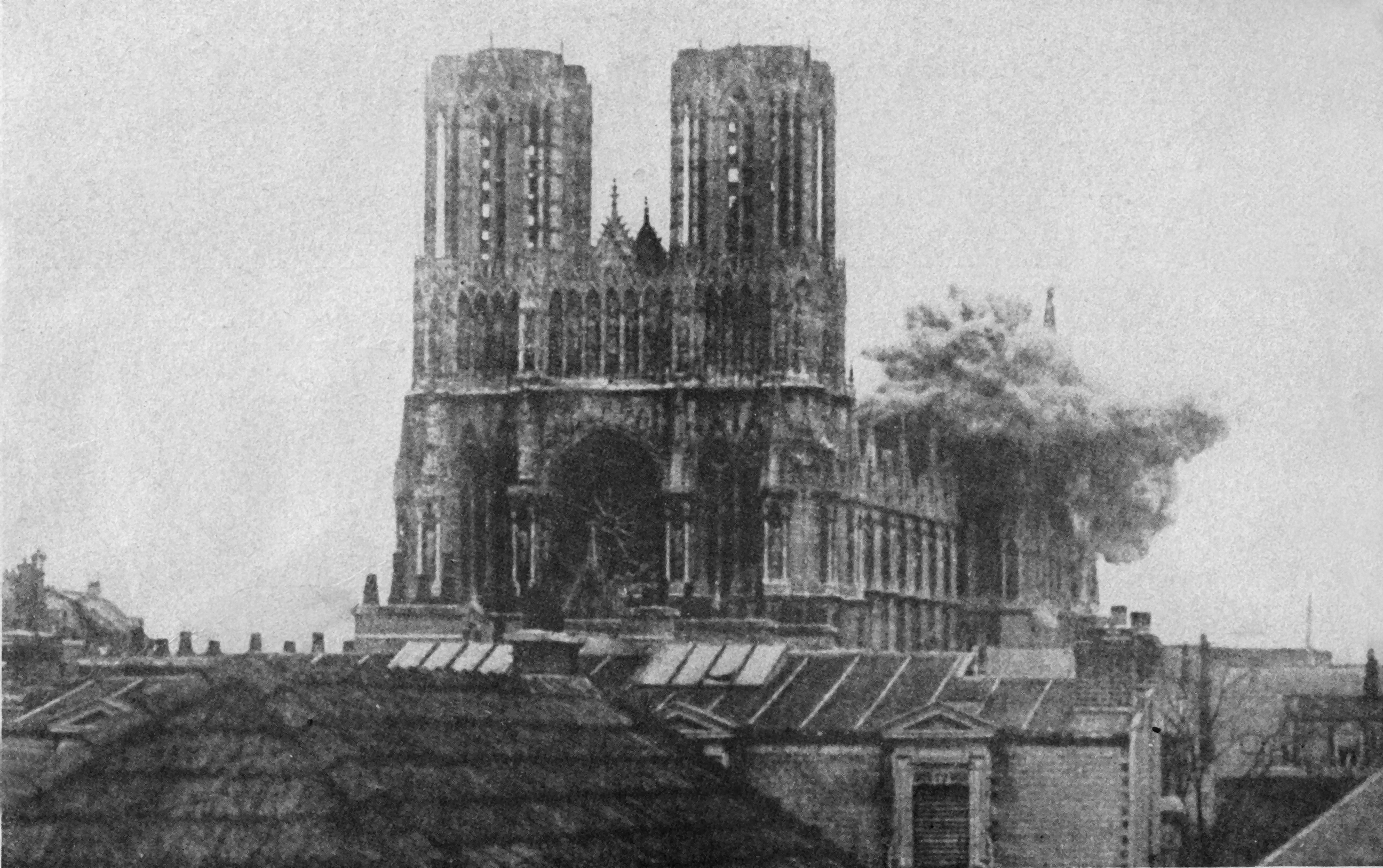
Bombardamento tedesco sulla Cattedrale di Reims in Francia, all'inizio della prima guerra mondiale

### Belgio e Francia
Nel 1914, quando l'esercito tedesco invase il Belgio e la Francia settentrionale migliaia di civili belgi e francesi furono giustiziati poiché accusati di essere Franco tiratori. Questi crimini di guerra amplificarono il sentimento antitedesco, gli alleati produssero diverse propagande ritraendo i tedeschi come gli Unni, crudeli e violenti.

### Gran Bretagna
In Gran Bretagna, il sentimento antitedesco portò ad un disordine civile, assalti e saccheggi verso le proprietà di persone con nomi tedeschi e occasionalmente si vide assumere anche un tono antisemita. La crescente isteria antitedesca vide anche sospettare la famiglia reale britannica. Re Giorgio V fu persuaso a cambiare il nome della casa reale da quello tedesco Sassonia-Coburgo-Gotha a Casa reale di Windsor, rinunciò a tutti i suoi titoli e stili tedeschi per conto dei suoi parenti che erano sudditi britannici. Luigi di Battenberg, nel 1917 fu costretto a cambiare nome in Mountbatten, a causa del sorgere di sentimenti antitedeschi nell'opinione pubblica britannica, inoltre dovette dimettersi dal ruolo di Primo lord del mare, il grado più alto della Royal Navy.
La razza del pastore tedesco fu rinominata con un termine eufemistico "alsaziano", solamente nel 1977, il The Kennel Club autorizzò nuovamente l'uso del nome ufficiale di "pastore tedesco". Diverse strade di Londra, che presero il nome da alcune località o da persone note in Germania, cambiarono i propri nomi: Ad esempio, Berlin Road di Catford cambiò in Canadian Avenue, mentre Bismarck Road di Islington cambiò in Waterlow Road.
Gli atteggiamenti nei confronti della Germania tra le truppe britanniche che combattevano sul fronte occidentale non erano del tutto negativi, lo scrittore inglese Nicholas Shakespeare cita questa dichiarazione da una lettera scritta da suo nonno durante la prima guerra mondiale in cui descrive il coraggio tedesco e che avrebbe preferito combattere contro i francesi:
(Nicholas Shakespeare, The first casualty of war)

### Canada
In Canada, durante la prima guerra mondiale c'era un forte sentimento antitedesco nelle comunità germaniche, principalmente a Kitchener nell'Ontario. Agli inizi della prima guerra mondiale, ci furono diverse rivolte antitedesche a Victoria, Calgary, Winnipeg e Montréal la quale presero di mira imprese e negozi di proprietà tedesca.
A maggio 1914, Arturo di Sassonia-Coburgo-Gotha principe del Regno Unito e duca di Connaught e Strathearn, quando visitò Berlin in Ontario ebbe una discussione con i canadesi-tedeschi, in un suo discorso disse: " Per me ha una grande importanza che molti dei cittadini di Berlin siano di origine tedesca. Conosco molto bene le loro qualità ammirevoli, la completezza, la tenacia e la lealtà verso la Razza nordica, a cui sono strettamente legato. Sono sicuro che queste qualità saranno ereditate nei canadesi e nei cittadini leali all'Impero britannico. A causa di questo sentimento antitedesco, nel 1916 il nome della cittadina di Berlin fu rinominato in Kitchener in onore del generale britannico Horatio Herbert Kitchener. Diverse strade di Toronto, che presero il nome da alcune persone note in Germania come: Franz Liszt, Alexander von Humboldt, Friedrich Schiller e Otto von Bismarck, cambiarono il loro nome in termini anglofoni.
Alcuni immigranti dalla Germania che nonostante si considerassero canadesi, la quale però non avevano ancora preso la cittadinanza, furono trasferiti nei campi di reinsediamento, durante la guerra. Nel 1919 la maggior parte degli abitanti di Kitchener, Waterloo e Elmira erano cittadini canadesi. I Mennoniti tedeschi essendo pacifisti non potevano arruolarsi e i pochi che erano emigrati dalla Germania (non nati in Canada), non potevano combattere moralmente contro un paese che era una parte significativa del loro patrimonio. Alcune notizie del periodo della guerra, riportano che: "Un ministro luterano fu cacciato dalla propria casa... fu trascinato per le strade. I club tedeschi furono saccheggiati. Era solo un brutto periodo." Qualcuno gettò il busto del Kaiser Guglielmo II nel lago di Victoria Park.
Un documento del Canada Archives, riporta che: "Anche se assurdo agli occhi moderni, la questione della città di Kitchener, è un esempio di ciò che una società subisce durante il corso di una guerra, mostrando alla luce paura, odio e nazionalismo."
Nei campi di reinsediamento per tutto il Canada, furono rinchiusi 8 579 nemici degli alleati fino alla fine della guerra; molti di essi erano immigranti provenienti da Austria, Ungheria, Germania e Ucraina. Solamente 3 138 furono classificati come prigionieri di guerra, il resto erano tutti civili. Nel 1926 fu costruita nel centro rurale di Kitchener, la Waterloo Pioneer Memorial Tower per commemorare l'arrivo dei Pennsylvania Dutch che si insediarono nell'Ontario.

### Australia

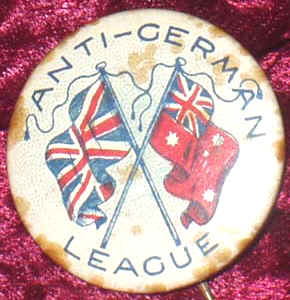
Badge australiano del 1915, che promuove il sentimento antitedesco

In Australia, il 10 agosto 1914 ci fu un comunicato ufficiale che obbligava tutti i cittadini tedeschi a registrare il proprio domicilio presso la stazione di polizia più vicina e a notificare alle autorità qualsiasi cambiamento di indirizzo. Il 27 maggio 1915, i cittadini stranieri che non erano stati interrati potevano cambiare indirizzo solamente con l'autorizzazione di un pubblico ufficiale, e dovevano aggiornare dei propri spostamenti alla polizia locale una volta alla settimana. A luglio 1915, fu annunciato l'ordine restrittivo ai cittadini stranieri e ai naturalizzati, il divieto di cambiare il proprio nome anagrafico e il nome di qualsiasi proprietà a loro possesso. Con la War Precautions Act del 1914, la pubblicazione di materiale tedesco era proibito, le scuole associate alle chiese luterane erano costrette ad abbandonare il tedesco come lingua per l'insegnamento, altrimenti rischiavano di essere chiuse dalle autorità. Persino, i club e le associazioni tedesche furono chiuse.
I nomi tedeschi di città, paesi e strade sono stati ufficialmente cambiati. Nell'Australia Meridionale, 69 città dovettero cambiare il nome tra cui: Grunthal divenne Verdun, Krichauff divenne Beatty mentre Petersburg divenne Peterborough. Nel Nuovo Galles del Sud, Germantown divenne Holbrook, in onore del comandante sommergibilista della Royal Navy, Norman Douglas Holbrook.
La maggior parte del sentimento antitedesco, fu diffuso attraverso la stampa, la quale cercò di sostenere il fatto che tutti coloro che erano di discendenza tedesca oppure erano nati in Germania, fossero dei sostenitori acritici della propria patria. Un opuscolo diffuso ampiamente nel 1915 affermava che: "c'erano più di 3.000 spie tedesche sparse per il territorio australiano". La propaganda antitedesca è stata ispirata anche da aziende locali e britanniche che volevano cogliere l'opportunità di eliminare la Germania come concorrente del mercato australiano. In Australia, i tedeschi sono sempre stati raffigurati come il male per la natura stessa.

### Stati Uniti

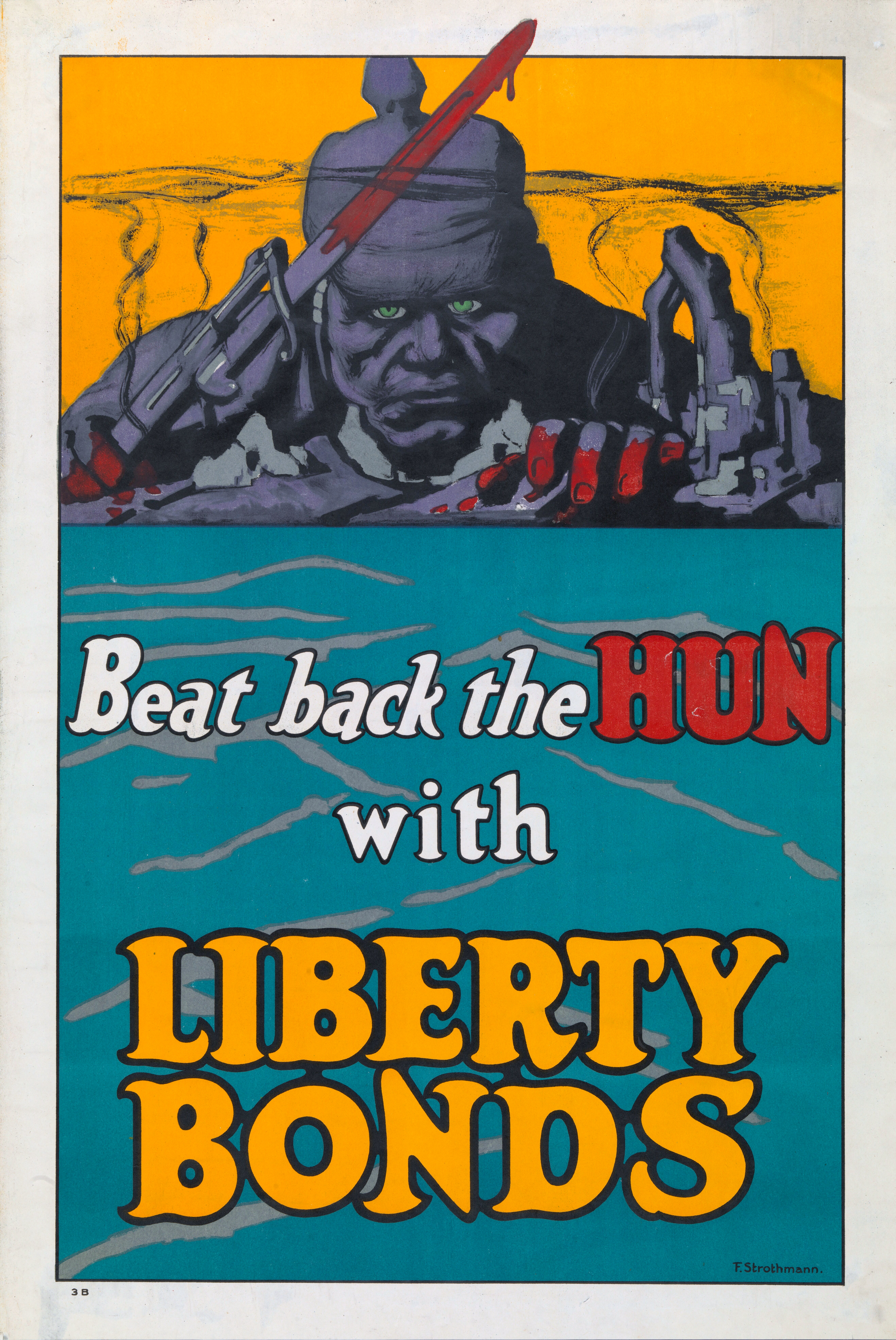
Poster del 1918, con slogan germanofobico

Dopo l'invio del Telegramma Zimmermann, fu uno dei fattori che scatenò la guerra contro la Germania imperiale, ad aprile 1917. I tedeschi americani a volte sono stati accusati di simpatizzare un po' troppo con la Germania. L'ex presidente Theodore Roosevelt accusò i naturalizzati americani, sul fatto che avere una doppia lealtà in tempo di guerra, non era plausibile. Una piccola minoranza bastian contraria, sosteneva la Germania oppure ridicolizzava gli inglesi, ad esempio Henry Louis Mencken oppure Hugo Münsterberg professore di psicologia all'Università di Harvard, che stava lavorando per trovare un punto di arrivo per porre fine alla guerra tra Germania e Stati Uniti, quest'ultimo però decise di passare alla causa tedesca.
Il Dipartimento della giustizia degli Stati Uniti d'America ha fatto una lista di tutti i stranieri tedeschi, circa 480 000 nomi. Tra le accuse, erano inclusi lo spionaggio e il sostegno bellico per la Germania. Migliaia di persone furono costrette a comprare titoli di guerra per dimostrare la loro lealtà. La Croce Rossa Americana impedì ai cittadini con cognomi tedeschi di unirsi ad essi per paura del sabotaggio. A Collinsville, nell'Illinois, il tedesco Robert Prager, arrestato per sospetto di essere una spia, quando uscì di prigione fu picchiato a morte dalla folla.
Nel 1917, quando gli Stati Uniti entrarono in guerra contro la Germania, molti tedeschi americani erano visti con sospetto e venivano attaccati sulla loro lealtà. Molti stranieri furono condannati e imprigionati con l'accusa di sedizione, per essersi rifiutati di giurare fedeltà allo sforzo bellico a favore degli Stati Uniti.
A Chicago, Frederick Stock è stato costretto a dimettersi come direttore dell'Chicago Symphony Orchestra fino a quando non completasse i suoi documenti di naturalizzazione. Le orchestre degli Stati Uniti sostituirono la musica tedesca di Wagner con quella del compositore francese Berlioz.
A Nashville, Luke Lea editore del The Tennessean, con l'aiuto di alcuni soci politici cospirò senza successo contro Edward Bushrod Stahlman, editore del giornale Nashville Banner rivale del The Tennessean, per definirlo un "nemico straniero" dopo lo scoppio della prima guerra mondiale.
Nel Michigan, l'area non incorporata Marne, originariamente si chiamava Berlin, il nome Marne è stato dato in onore di coloro che combatterono nella battaglia della Marna. Anche Fort Loramie nell'Ohio, in origine si chiamava Berlin ma per via del sentimento antitedesco fu cambiato. Germantown dello stato del Tennessee, durante la guerra assunse il nome temporaneo di Neshoba.
I nomi tedeschi di molte strade delle città statunitensi cambiarono in nomi inglesi. Ad esempio, le strade di Chicago: Lubeck, Frankfort e Hamburg furono rinominate Dickens, Charleston e Shakespeare. A New Orleans, Berlin Street fu rinominata 812 General Pershing St, in onore del generale e comandante del American Expeditionary Forces, John Pershing. A Indianapolis, Bismarck Avenue e Germania Street furono rinominate Pershing Avenue e Belleview Street, nel 1917 Brooklyn’s Hamburg Avenue fu rinominata Wilson Avenue.

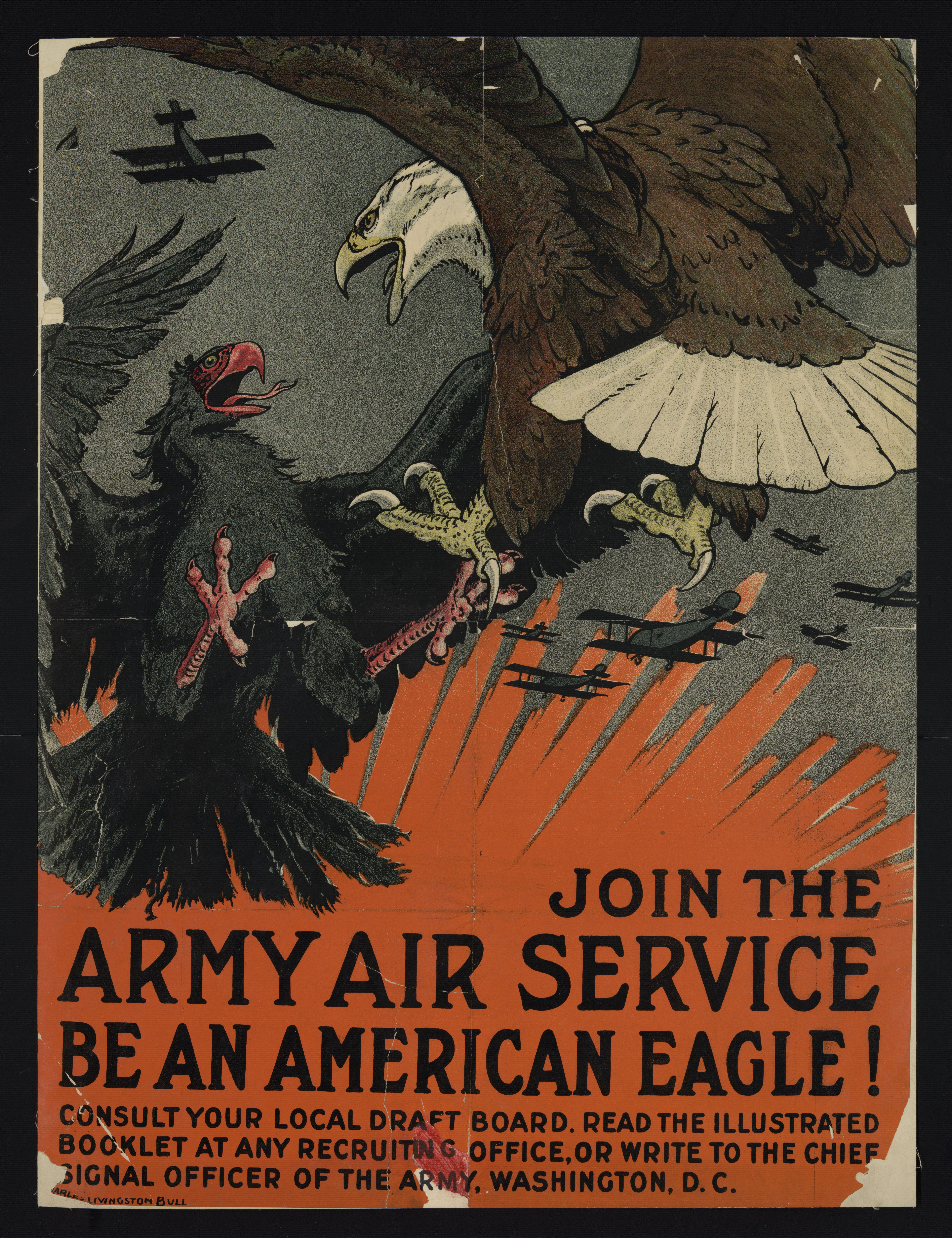
Un poster di reclutamento della United States Army Air Service, raffigurante un'aquila calva che affronta l'aquila del Kaiser, chiamata anche Reichsadler

Molte aziende statunitensi dovettero cambiare il proprio nome. A Chicago, German Hospital divenne Grant Hospital; allo stesso modo altre infrastrutture di New York come il German Dispensary, il German Hospital e la Germania Life Insurance Company divennero rispettivamente Lenox Hill Hospital, Wyckoff Heights Hospital e Guardian.
Molte scuole degli Stati Uniti durante il periodo della guerra smisero di insegnare la lingua tedesca. Il City College di New York continuò i suoi corsi per l'apprendimento del tedesco, ma ridussero il numero di crediti che gli studenti avrebbero ricevuto da tali corsi. Alcuni libri che furono pubblicati in tedesco, furono rimossi dalle biblioteche oppure vennero persino bruciati. La libreria pubblica di Cincinnati è stata costretta a ritirare tutti i libri tedeschi dai suoi scaffali. Nel 1918, William L. Harding governatore dell'Iowa con la Proclamazione di Babele indetta da quest'ultimo, vietava l'uso delle lingue straniere nei luoghi pubblici e nelle scuole. Anche in Nebraska fu bandito l'insegnamento delle lingue straniere, ad eccezione dell'inglese, ma nel 1923 con il caso Meyer v. Nebraska, la Corte suprema degli Stati Uniti d'America dichiarò che era illegale il divieto, poiché violava il XIV emendamento della Costituzione degli Stati Uniti d'America.
Alcune parole d'origine tedesca furono cambiate, in alcuni casi temporaneamente. Sauerkraut (i crauti) furono chiamati "liberty cabbage", la Rosolia (chiamata precedentemente dagli americani German measles) divenne "liberty measles", gli hamburger furono chiamati "liberty sandwiches" ed infine la razza canina Dachshund (Bassotto tedesco) divenne "liberty pups".
Parallelamente a questi cambiamenti, molti cognomi dei tedeschi americani furono anglicizzati (es. Schmidt divenne Smith, Müller divenne Miller) e fu limitato l'uso della lingua tedesca nei luoghi pubblici, in particolare nelle chiese. Coloro che presero la Medal of Honor (in specifico la Ethnic German Medal of Honor) furono Edward Rickenbacker e Frank Luke; entrambi assi dell'aviazione della United States Army Air Service. Tra i piloti tedeschi americani che presero la Distinguished Service Cross furono Joseph Frank Wehner e Karl John Schoen.

## Seconda guerra mondiale

### Regno Unito

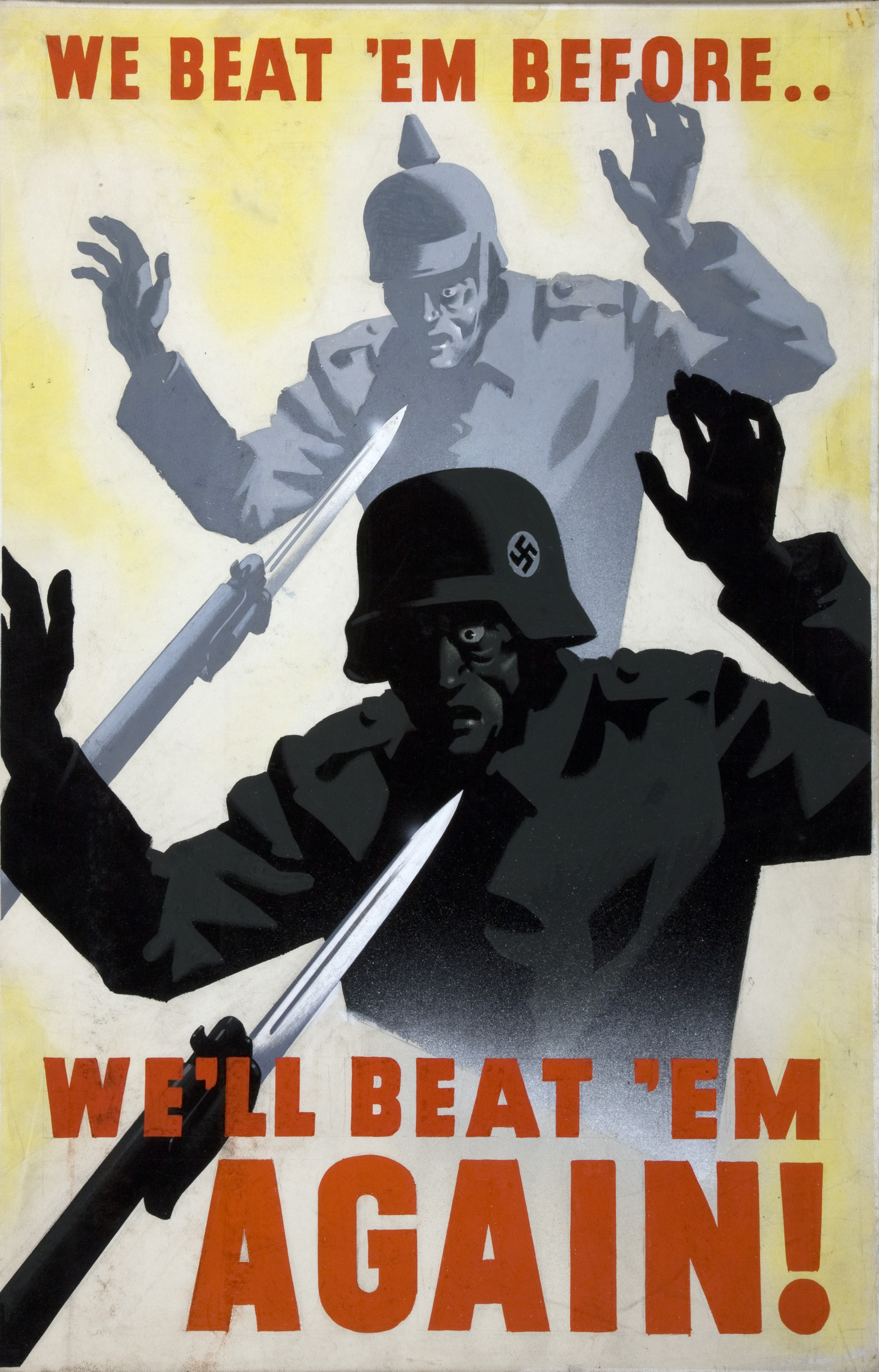
Manifesto propagandistico antifascista della seconda guerra mondiale.

Sir Robert Vansittart consigliere diplomatico del Foreign Office fino al 1941, diede alla luce diverse trasmissioni radio in cui dicevano che la Germania era una nazione cresciuta tramite "l'invidia, l'autocommiserazione e la crudeltà", il cui sviluppo storico ha portato al Sonderweg, teoria dal quale si svilupperà l'ideologia del Nazionalsocialismo, "espressione finale dell'anima tedesca buia e oscura.
La British Institute of Public Opinion (BIPO) nel corso della storia ha tracciato l'evoluzione del sentimento antitedesco/anti-nazista nel Regno Unito, domandando al pubblico attraverso una serie di sondaggi condotti dal 1939 al 1943, se "il nemico giurato della Gran Bretagna fosse il popolo tedesco oppure il governo nazista". Nel 1939 solamente il 6% dei partecipanti ha ritenuto che il nemico fosse il popolo tedesco, tuttavia a seguito del Blitz tedesco del 1940-1941, questo dato salì al 50% anche se verso la fine del 1943 scese al 41%. Nel 1942, è stato riportato dalla Home Intelligence che si sono verificate delle criticità dell'atteggiamento ostile nei confronti della Germania: "L'Inghilterra dovrebbe essere un'influenza civilizzatrice" questo odio potrebbe ostacolare la possibilità di una soluzione ragionevole per porre fine alla guerra.
Questo atteggiamento fu poi ampliato da J. R. R. Tolkien. Nel 1944 scrisse una lettera a suo figlio Christopher:
Nello stesso anno Mass-Observation ha chiesto ai suoi osservatori di analizzare le opinioni private del popolo britannico riguardo ai tedeschi, il 54% degli inglesi erano favorevoli alla mentalità tedesca, la quale espressero simpatia per la popolazione tedesca e affermarono che la guerra non "era colpa di loro" ma del regime nazista. Questa tolleranza favorevole al popolo tedesco e all'opposizione nazista aumentò nel progredire della guerra. Nel 1943 Mass-Observation stabilì il fatto che il 60% del popolo britannico mantenevano una distinzione netta fra tedeschi e nazisti, mentre un 20% di essi esprimevano: "odio, vendetta e bisogno di punizione". La propaganda cinematografica britannica dell'epoca mantenne allo stesso modo la divisione tra i sostenitori nazisti e il popolo tedesco.

### Stati Uniti
Tra il 1931 e il 1940, 114 000 tedeschi e migliaia di austriaci si trasferirono negli Stati Uniti, fra i più celebri: Albert Einstein, Lion Feuchtwanger, Bertold Brecht, Henry Kissinger, Arnold Schönberg, Hanns Eisler e Thomas Mann, la quale erano ebrei tedeschi oppure anti-nazisti che fuggivano dall'oppressione nazista. Circa 25 000 persone divennero soci membri del movimento pro-nazista German-American Bund nel corso degli anni prima che gli Stati Uniti entrarono in guerra. Nel 1940, con la Smith Act, 300 000 stranieri nati in Germania e che possedevano la cittadinanza tedesca, dovevano registrarsi al governo federale ed inoltre i lori diritti di viaggio e di proprietà erano limitati. Con le Alien and Sedition Acts, tra il 1940 e il 1948 il governo statunitense ha internato quasi 11 000 cittadini tedeschi. Un numero ignoto di "internati volontari" si unirono ai propri coniugi o genitori nei campi, consapevoli del fatto che non potevano andarsene. Con la guerra in corso in Europa, nonostante gli Stati Uniti erano ancora neutrali, rafforzarono le proprie difese, la quale richiese molta manodopera. Alcune aziende private rifiutarono di assumere cittadini esteri e cittadini americani di origine tedesca o italiana. Questo minacciò il morale dei cittadini americani leali. Franklin Roosevelt considerava questa situazione "stupida" e "ingiusta", di fatto a giugno 1941 emanò l'Ordine esecutivo 8802 e istituì la Fair Employment Practices Committee, che proteggeva anche gli afroamericani.
Roosevelt assegnò ad alcuni americani con ascendenza tedesca che detenevano molta esperienza militare ruoli da ufficiali, tra cui Dwight D. Eisenhower, Chester Nimitz e Carl Andrew Spaatz. Nominò inoltre il repubblicano Wendell Willkie come proprio rappresentante. I tedeschi americani che possedevano capacità linguistiche fluenti della lingua tedesca erano una risorsa importante l'intelligence bellico, la quale servirono come traduttori e spie per gli Stati Uniti. La guerra suscitò forti sentimenti patriottici filo-americani tra i tedeschi americani, pochi di loro erano rimasti in contatto con i parenti lontani nel vecchio paese.
Con la cattura a ottobre 1939 da parte dell'incrociatore tedesco Deutschland della nave da carico SS City of Flint, la quale quest'ultima stava trasportando 4000 tonnellate di petrolio per la Gran Bretagna, a causa di questo avvenimento provocò un forte sentimento antitedesco negli Stati Uniti.
Con l'entrata in guerra degli Stati Uniti contro la Germania nazista, l'11 dicembre 1941, il governo statunitense ha internato un certo numero di cittadini tedeschi e italiani come prigionieri nemici. Il numero preciso di internati tedeschi e italiani è ancora oggi sconosciuto. In alcuni casi i loro familiari nati in America si offrirono volontari per accompagnarli nei campi di internamento al fine di mantenere unita la famiglia. L'ultimo ad essere stato rilasciato, rimase in custodia fino al 1948.
Nel 1944, il Segretario al tesoro Henry Morgenthau Jr. presentò la proposta più efficace per punire la Germania alla Seconda conferenza di Québec. Tale proposta sarebbe poi diventata nota come il Piano Morgenthau, la quale aveva lo scopo di impedire alla Germania di avere la base industriale per iniziare un'altra guerra mondiale. Tuttavia questo piano è stato rapidamente accantonato, poiché gli Alleati occidentali non cercarono di riparare ai danni provocati dalla guerra, gli Stati Uniti attuarono il Piano Marshall, la quale consisteva nella ricostruzione dell'Europa dopo la seconda guerra mondiale, in particolare la Germania Ovest che ebbe un miracolo economico, nonostante precedentemente era la nazione industriale preminente.

### Brasile
Dopo l'entrata in guerra del Brasile a fianco degli Alleati nel 1942, in quasi tutte le città del Brasile scoppiarono rivolte antitedesche, in cui i tedeschi non erano la popolazione di maggioranza. Molte fabbriche (tra cui la fabbrica di sigari Suerdick a Salvador), negozi e alberghi tedeschi durante le rivolte furono distrutte dalla folla. Le più grandi manifestazioni si svolsero a Porto Alegre nello stato brasiliano del Rio Grande do Sul. Durante la guerra, la polizia brasiliana ha perseguitato e internato "soggetti delle potenze dell'Asse" in campi di internamento simili a quelli utilizzati dagli Stati Uniti per internare giapponesi-americani. Dopo la guerra, le scuole tedesche non furono riaperte, la stampa in lingua tedesca scomparve completamente e l'uso della lingua tedesca si limitò soltanto all'ambiente domestico e alla vecchia generazione di immigrati.

### Canada
Anche in Canada durante la seconda guerra mondiale, era presente un sentimento antitedesco. Con lo statuto War Measures Act emanato il 22 agosto 1914 dal Parlamento del Canada, furono aperti 26 campi di prigionia per coloro che erano nati in Germania, Italia e in Giappone, la quale venivano definiti come "stranieri nemici". Per i tedeschi, questo tipo di trattamento veniva applicato soprattutto agli uomini che erano in contatto con il Partito Nazionale Sociale Cristiano, dopo la fine della guerra non fu loro versato alcun risarcimento. In Ontario, il più grande campo di internamento per i canadesi tedeschi era quello di Petawawa, la quale furono rinchiuse 750 persone nate in Germania e in Austria. Nonostante alcuni internati erano di ascendenza tedesca che emigrarono in Canada, la maggioranza dei tedeschi in questi campi provenivano dall'Europa e molti di essi erano prigionieri di guerra.

### Unione sovietica
Con il NKVD Order No. 00439 del 25 luglio 1937, 55 005 cittadini tedeschi ed ex cittadini dell'Unione Sovietica furono arrestati, mentre 41 898 di essi furono condannati a morte.
Durante il corso della guerra, i cittadini e i prigionieri tedeschi venivano smistati nei gulag per il lavoro forzato. L'Unione Sovietica iniziò a deportare i tedeschi etnici nei propri territori per usarli nel lavoro forzato. Entro il 1950, la maggior parte dei deportati ritornarono in patria.

## Secondo dopoguerra
Di fronte alla persecuzione condotta dal Reich tedesco, portò ad un genocidio complessivo di 6 milioni di ebrei, durante la seconda guerra mondiale. A causa di questo terribile avvenimento, le famiglie e gli amici delle vittime divennero antitedeschi. Il generale statunitense George Smith Patton presentò diverse lamentele riguardo alla politica statunitense della Denazificazione, la quale in seguito alla resa della Germania danneggiava gli interessi americani ed era motivata semplicemente dall'odio del popolo tedesco sconfitto. Un atto di rappresaglia presto ebbe luogo in Europa. Anche la rapida ripresa economica e politica della Germania Ovest dopo la guerra, veniva vista da alcuni come minacciosa e pericolosa, inoltre erano sospettosi che i tedeschi stessero pianificando una Terza guerra mondiale. In realtà molti criminali criminali nazisti rimasero impuniti, tra cui Heinz Reinefarth e gli autori del Massacro di Wola. Molti nazisti dopo il conflitto lavorarono per gli Stati Uniti come scienziati (es. Wernher von Braun) o agenti segreti (es. Reinhard Gehlen).

### Nakam
Il Nakam era un'organizzazione di circa 50 guerriglieri e superstiti dell'Olocausto, fondato da Abba Kovner nel 1945, l'obbiettivo del gruppo era quello di uccidere tedeschi e nazisti per vendicarsi dell'Olocausto.

### Espulsione dei tedeschi
Dopo la fine della seconda guerra mondiale, circa 11 o 12 milioni di tedeschi fuggirono o furono espulsi dalle ex province orientali della Germania occupate dalle forze alleate, alcuni di essi emigrarono verso altre nazioni, questo avvenimento segnò il trasferimento più grande di una singola popolazione europea nella storia contemporanea. Si stima che il numero totale dei morti varii da 500 000 a 2 000 000, nel caso delle cifre più alte sono inclusi casi irrisolti di persone scomparse e presunte decedute. Molti civili tedeschi furono mandati in campi di internamento e di lavoro, la quale molti di essi perirono. Salomon Morel e Czesław Gęborski erano i comandanti di diversi campi per tedeschi, polacchi e ucraini. Rudolph Joseph Rummel ha stimato che 1 585 000 di tedeschi furono uccisi in Polonia e altri 197 000 in Cecoslovacchia. La Commissione storica ceco-tedesca ritiene invece che le vittime tedesche in Cecoslovacchia furono dalle 15 000 alle 30 000 Gli eventi sono generalmente classificati come "trasferimento della popolazione" o "pulizia etnica".
Felix Ermacora, tra una minoranza di giuristi, equiparata ad una pulizia etnica con genocidio, dichiarò inoltre che l'espulsione dei Tedeschi dei Sudeti costituisce un genocidio.
La Norvegia perseguitava i figli dei soldati tedeschi e le loro madri.

### Lavoro forzato dei tedeschi
Durante l'occupazione alleata della Germania, i tedeschi furono utilizzati come lavoratori forzati dopo il 1945. Alcuni di questi lavoratori, a seconda della nazione che occupava, erano prigionieri di guerra o civili di etnia tedesca.

## In Israele
Prima dell'ascesa di Adolf Hitler e del NSDAP, negli anni 1920 fino al 1933, molti ma non tutti gli ebrei dell'Europa centrale e orientale tendevano ad essere pro-tedeschi. Gli ebrei tedeschi furono profondamente integrati nella cultura del paese e molti di essi avevano combattuto con distinzione durante la prima guerra mondiale nell'Esercito imperiale tedesco. Gli ebrei nelle terre ceche tendevano ad adottare la lingua e la cultura tedesca, sostituendo le lingue slave (Franz Kafka ne era un esempio cospicuo), un fenomeno simile accade anche in alcune zone dell'ex Impero austro-ungarico ma non in tutte. Theodor Herzl, il padre fondatore del Sionismo, parlava e scriveva in tedesco e nel suo libro utopico Altneuland, descriveva un ipotetico Stato ebraico in Terra di Israele. Ad ogni modo, in tutta l'Europa orientale, gli ebrei parlavano lo yiddish e scrivevano in ebraico, mantenendo così una certa distanza dalla cultura tedesca.
Gli atteggiamenti pro-tedeschi subirono una rottura e una completa inversione a causa delle persecuzioni e delle atrocità commesse dalla Germania nazista, la quale culminò nel genocidio sistematico dell'Olocausto. Nei primi decenni dell'esistenza di Israele, i sentimenti antitedeschi erano forti e dominanti nella società israeliana. Si diffuse un boicottaggio culturale e commerciale di tutte le cose tedesche (e spesso anche gli austriaci furono boicottati) e la determinazione di "non mettere mai più piede sul suolo tedesco". Gli ebrei tedeschi in Israele, rifugiati dalle persecuzioni naziste, subì una forte pressione sociale per smettere di usare il tedesco come loro lingua madre.
Negli anni 1940, i termini "Tedesco" e "Nazista" furono utilizzati in modo intercambiabile. (Fino alla fine degli anni 1990, la lingua dei segni della comunità sorda israeliana utilizzava la svastica come segno per riferirsi alla parola "Tedesco"). Si diffuse uno scetticismo sulla possibilità che "un'altra Germania" potesse emergere; in particolare, si sospettava della pretesa di Konrad Adenauer riguardo alla creazione di una nuova Germania democratica. Molti israeliani accolsero le affermazioni sovietiche fatte nei primi anni della Guerra fredda, riguardo al fatto che la Germania Ovest era uno "stato fascista" in cui gli ex nazisti ricoprivano ruoli chiave.
L'Accordo di riparazione tra Israele e la Repubblica Federale Tedesca, firmato dal governo di David Ben Gurion nel 1952, fu il fulcro della controversia politica intensa, le manifestazioni di protesta guidate dal leader dell'opposizione Menachem Begin si trasformarono in battaglie campali con la polizia. Agli inizi del 1960, Adolf Eichmann la quale portò gli orrori e i traumi della Shoah al centro della coscienza pubblica. L'istituzione delle relazioni diplomatiche tra Israele e la Germania Ovest nel 1966 comportò una nuova ondata di proteste e manifestazioni, anche se meno violente rispetto a quelle del 1952.
Verso la fine degli anni 1960, vi fu un chiaro, seppure graduale, processo di avvicinamento fra israeliani e tedeschi in tutti gli ambiti: diplomatico, commerciale e culturale. La Guerra dei sei giorni del 1967 riorganizzò la politica israeliana, con il problema dei territori occupati d'ora in poi definiti "ala destra" e "ala sinistra"; uno dei risultati di questa guerra fu che il nazionalismo militante israeliano tendeva ad essere anti-arabo piuttosto che antitedesco. Nel 1977 quando Begin divenne Primo ministro di Israele, avendo avuto poca scelta, decise di rafforzare il legame già molto esteso con la Germania, nonostante gli anni passati come leader dell'opposizione.
Il governo tedesco del tempo riuscì, tuttavia, a placare i sentimenti israeliani fornendogli alla marina israeliana tre sottomarini avanzati, la quale secondo ripetuti articoli apparsi sulla stampa internazionale, furono utilizzati per montare missili nucleari e fornire ad Israele la capacità di un secondo colpo nucleare. I seguenti sottomarini della Classe Dolphin rimpiazzavano l'obsoleta Classe Gal degli anni 1970, sono inoltre tra i sottomarini più moderni del mondo. Due sottomarini sono stati consegnati direttamente dalla Germania gratuitamente proprio per rafforzare il legame tra le due nazioni, mentre il terzo fu pagato solo la metà del suo valore da Israele.
Nel XXI secolo, ci fu un lungo dibattito sul fatto che l'Orchestra filarmonica d'Israele dovesse suonare o meno le opere di Richard Wagner, considerato dalla società israeliana per lo più un residuo del passato. A marzo 2008, la cancelliera tedesca Angela Merkel divenne il primo capo di governo straniero invitata a tenere un discorso nel parlamento israeliano, il quale però lo fece in lingua tedesca, generando una protesta da parte di alcuni parlamentari israeliani riguardo al suono della lingua tedesca che ricordava loro l'Olocausto.
In un'intervista di ottobre 2008, il ricercatore Hanan Bar riassunse l'ambiguo atteggiamento israeliano nei confronti della Germania: "Se l'israeliano medio vede una partita di calcio tra Germania e Olanda, tiferebbe in automatico per l'Olanda. Ma la stessa persona quando va ad acquistare una lavatrice preferirà il modello tedesco, poiché considerato il migliore".

## Europa contemporanea
| Paese intervistato | Positivo | Negativo | Neutrale | Positivo – Negativo |
| ------------------ | -------- | -------- | -------- | ------------------- |
| Grecia             | 29%      | 50%      | 21%      | -21                 |
| Turchia            | 45%      | 36%      | 19%      | -9                  |
| Pakistan           | 21%      | 20%      | 59%      | 1                   |
| Russia             | 31%      | 29%      | 40%      | 2                   |
| Perù               | 45%      | 28%      | 27%      | 17                  |
| India              | 40%      | 17%      | 43%      | 23                  |
| Indonesia          | 48%      | 20%      | 32%      | 28                  |
| Messico            | 54%      | 25%      | 21%      | 29                  |
| Spagna             | 56%      | 26%      | 18%      | 30                  |
| Kenya              | 64%      | 19%      | 17%      | 45                  |
| Brasile            | 63%      | 18%      | 19%      | 45                  |
| Stati Uniti        | 70%      | 17%      | 13%      | 53                  |
| Nigeria            | 71%      | 16%      | 13%      | 55                  |
| Canada             | 73%      | 15%      | 12%      | 58                  |
| Francia            | 79%      | 17%      | 4%       | 62                  |
| Australia          | 79%      | 10%      | 11%      | 69                  |
| Regno Unito        | 84%      | 14%      | 2%       | 70                  |
| Cina               | 84%      | 13%      | 3%       | 71                  |

| Paese intervistato | Positivo | Negativo | Neutrale | Positivo – Negativo |
| ------------------ | -------- | -------- | -------- | ------------------- |
| Israele            | 25%      | 38%      | 37%      | -13                 |
| Spagna             | 44%      | 40%      | 16%      | 4                   |
| India              | 32%      | 26%      | 42%      | 6                   |
| Pakistan           | 35%      | 27%      | 38%      | 8                   |
| Cina               | 42%      | 22%      | 36%      | 20                  |
| Messico            | 45%      | 24%      | 31%      | 21                  |
| Perù               | 44%      | 22%      | 34%      | 22                  |
| Turchia            | 47%      | 24%      | 29%      | 23                  |
| Indonesia          | 53%      | 28%      | 19%      | 25                  |
| Cile               | 47%      | 18%      | 35%      | 29                  |
| Nigeria            | 63%      | 23%      | 14%      | 40                  |
| Giappone           | 46%      | 3%       | 51%      | 43                  |
| Kenya              | 58%      | 15%      | 27%      | 43                  |
| Russia             | 57%      | 12%      | 31%      | 45                  |
| Brasile            | 66%      | 21%      | 13%      | 45                  |
| Germania           | 68%      | 19%      | 13%      | 49                  |
| Ghana              | 72%      | 13%      | 15%      | 59                  |
| Stati Uniti        | 73%      | 13%      | 14%      | 60                  |
| Canada             | 77%      | 10%      | 13%      | 67                  |
| Francia            | 83%      | 11%      | 6%       | 72                  |
| Regno Unito        | 86%      | 9%       | 5%       | 77                  |
| Corea del Sud      | 84%      | 6%       | 10%      | 78                  |
| Australia          | 86%      | 7%       | 7%       | 79                  |

Dopo la disfatta della Germania nazista, la Germania si divise in due: Ovest e Est. La Germania Ovest generalmente aveva buoni rapporti con i suoi stati vicini occidentali, mentre la Germania Est aveva buoni rapporti ma non con tutti. Molte di queste relazioni continuarono anche dopo la Guerra fredda con la Germania unificata. La Germania Ovest fu co-fondatrice della Unione europea, mentre la Germania unificata continua ancora oggi a far parte dei membri più importanti. Durante il processo dell'unificazione europea, Germania e Francia strinsero un forte legame, ponendo fine alla ostilità franco-tedesca, la quale aveva raggiunto l'apice durante e dopo la prima guerra mondiale.
Molti sentimenti antitedeschi attuali sono particolarmente forti nei paesi europei orientali che furono occupati durante la guerra e persino nei paesi dell'Asse europeo, che entrarono in guerra con la Germania.
Anche se le opinioni oscillano lievemente in risposta alle questioni geopolitiche (come ad esempio l'Invasione dell'Iraq), gli americani considerano la Germania moderna come un'alleata, nonostante alcuni mantengono ancora un sentimento antitedesco. Occasionalmente succede che i tedeschi vengano stereotipati come nazisti (marciare in modo impettito, gridare "Heil Hitler!", sfoggiare il baffo alla Hitler) essere "spietatamente efficiente" e non avere il senso dell'umorismo in alcune parti dei media americani, così come nel Regno Unito e in altri paesi. La musica wagneriana in Israele non veniva esibita fino al 1995 (in radio) e 2001 (in concerto) ed è stata per molti anni impopolare in Polonia. Questo potrebbe essere dovuto, in parte, a causa dell'antisemitismo di Richard Wagner e dell'appropriazione nazista della sua musica basata sull'affetto personale di Hitler per le sue opere.
In un sondaggio svolto nel 2008 da parte di BBC World Service, gli fu chiesto ad alcune persone di 34 paesi diversi la propria opinione positiva o negativa su 13 paesi, la Germania fu il risultato più popolare, avanti a Giappone, Francia e Regno Unito; in tutti i paesi esaminati, solo il 18% in tutti i paesi intervistati ritengono che la Germania abbia un'influenza prevalentemente negativa. Le opinioni più negative sono sorse in Turchia, con il 47% e in Egitto con il 43%.
Nel 2014, con il "Country Rating Poll" di BBC World Service, furono esaminati i pareri in 24 paesi in merito all'influenza di 16 paesi e dell'Unione europea; 12 dei paesi influenti parteciparono al sondaggio. I risultati furono pubblicati verso la fine di maggio dello stesso anno. La tabella mostra le "Opinioni sull'influenza della Germania" e per paese. "La Germania ha mantenuto anche in questo sondaggio la sua posizione di nazione più favorevolmente vista con il 60%", mentre le opinioni negative sono il 18%.
Nei primi dieci sondaggi annuali, a partire dal 2005, la Germania fu il paese con l'influenza mondiale più positiva per lo meno nel 2008, così come nel 2013 e 2014.

### Regno Unito
I tedeschi a volte si lamentano delle associazioni stereotipate riguardo agli atti e al regime di più di settant'anni fa, come ad esempio l'uso del sentimento antitedesco nei titoli di alcune testate giornalistiche britanniche, talvolta utilizzati durante alcune partite calcistiche tra Inghilterra e Germania.
Secondo il sondaggio del 2008, il popolo inglese ha un'immagine decisamente positiva della Germania, con il 62% di opinioni positive mentre un 20% di opinioni negative, mentre il popolo tedesco ha un'immagine leggermente più negativa del Regno Unito, con il 60% di influenza positiva e un 27% di influenza negativa.

### Polonia
Molti polacchi percepiscono i tedeschi come i loro oppressori di lunga data, risalente ai tempi dell'Ordine teutonico. Questo concetto si basa su una lunga storia di conflitto con i polacchi etnici, prima di tutto dalla lingua e cultura tedesca, iniziando proprio dalla Germanizzazione e dalle Spartizioni della Polonia avvenuti nel XIX e XX secolo, il conflitto culminò successivamente nella Campagna di Polonia da parte della Germania nazista nel 1939 e con il genocidio di sei milioni di cittadini polacchi, che ne conseguì con l'occupazione tedesca del 1939-1945.
Diverse problematiche misero alla prova le relazioni moderne fra Polonia e Germania, anche se la Polonia e la Germania post-riunificata complessivamente hanno avuto per lo più relazioni positive. I polacchi sono sospettosi della campagna guidata da Erika Steinbach, figlia di un sottufficiale tedesco, divenuta famosa per il suo voto contrario al confine della Linea Oder-Neiße, cercò risarcimenti per la proprietà privata perduta dai tedeschi espulsi dalla Polonia dopo la seconda guerra mondiale e lottò per la creazione del Centro contro le espulsioni. Oltretutto, la proposta del gasdotto russo-tedesco che attraversa il Mar Baltico è visto dai polacchi come volto a tagliare le forniture di gas naturale alla Polonia da parte della Russia senza danneggiare l'approvvigionamento alla Germania, ed è stato anche paragonato all'ignobile Patto Molotov-Ribbentrop di Radosław Sikorski, Ministro degli affari esteri della Polonia.
Le elezioni polacche sono state ripetutamente caratterizzate da campagne antitedesche del partito politico Diritto e Giustizia, che considera la retorica antitedesca una tattica efficace e vincente per guadagnare i voti.

### Paesi Bassi
Il sentimento antitedesco era già prevalente nei Paesi Bassi diversi secoli prima dell'unificazione della Germania e della istituzione del Impero tedesco, compiuto nel 1871. Si presume che gli olandesi abbiano sviluppato una bassa opinione dei tedeschi durante il XVII secolo, noto anche nei Paesi Bassi con il termine di "Secolo d'oro olandese", quando la Repubblica delle Sette Province Unite era uno dei paesi più avanzati e potenti del mondo mentre la Germania moderna era ancora un mosaico di feudi in guerra.
Nella prima metà del XVII secolo, la Repubblica vide un picco importante di immigrati tedeschi tra cui lavoratori comuni (chiamati hannekemaaiers), luterani perseguitati, ebrei ed ogni rifugiato di guerra in fuga dalla guerra dei trent'anni. Seguì presto un conflitto culturale, gli immigrati tedeschi spesso furono discriminati dai nativi olandesi. Era probabile che in questo periodo le prime variazioni della parola "mof" veniva utilizzata per la prima volta per riferirsi ai migranti tedeschi di classe inferiore. In molti libri di barzellette, i tedeschi vengono rappresentati in modo prominente e stereotipato come scemi, arroganti e sporchi. Durante la seconda guerra boera il sentimento antitedesco svanì, visto che sia l'Olanda che la Germania erano entrambi noti sostenitori dei boeri, permisero inoltre ai propri cittadini di offrirsi come volontari per combattere al loro fianco. Durante la prima guerra mondiale (il quale l'Olanda era neutrale), il cosiddetto Filo della Morte, una recinzione elettrificata letale da 2 000 volt costruita lungo il confine tra il Belgio e i Paesi Bassi dai tedeschi una volta che occuparono il Belgio, essa causò un gran numero di morti tra il popolo olandese, rinnovando di conseguenza il sentimento antitedesco nei Paesi Bassi. Questo sentimento rinacque come odio quando, nel 1940 la Germania nazista iniziò l'invasione tedesca dei Paesi Bassi nonostante le precedenti promesse da parte della Germania di rispettare la neutralità olandese. Più di 100 000 ebrei olandesi furono deportati alla loro morte durante la successiva occupazione nazista dei Paesi Bassi, inoltre la fame afflisse la gran parte del paese durante l'Hongerwinter del 1944-45. La maggior parte degli anziani olandesi ricordano amaramente tali eventi compreso il bombardamento di Rotterdam, alcuni di essi rifiutano ancora di mettere piede sul suolo tedesco.
Uno studio sociologico del 1998 dimostrò che ancora due generazioni olandesi dopo la fine della seconda guerra mondiale rimasero facilmente influenzabili, mentre i genitori e i giovani dell'epoca erano influenzati negativamente contro la Germania. Aspeslagh e Dekker nel 1998 riportarono che "la maggior parte di coloro che nacquero dopo il 1950 quando gli fu chiesto se nutrivano sentimenti antitedeschi risposero a volte o spesso.
(Aspeslagh e Dekker)
In alcuni studi più recenti mostrano che il sentimento antitedesco olandese è in costante calo da diversi anni; la maggior parte degli olandesi d'oggi hanno una visione positiva sia verso la Germania che per il popolo tedesco.

### Svizzera
Negli anni 2000 ci fu un rapido incremento dell'immigrazione tedesca in Svizzera, la quale diede origine al termine Germanofobia nella Svizzera tedesca.

### Crisi del debito sovrano europeo, Grecia e Italia
Durante la crisi del debito sovrano europeo, molti paesi intrapresero o sono stati probabilmente spinti nei programmi di austerità. La Germania fu accusata delle conseguenze economiche, sociali e politiche che ne sono derivate.
La crisi economica della Grecia e le misure di austerità imposte dall'Unione europea al paese hanno risvegliato sentimenti antitedeschi. I media greci criticarono la politica tedesca, spesso menzionando e tracciando dei parallelismi con l'occupazione della Grecia da parte dell'Asse, ed inoltre alcuni commentatori sottolinearono un corredo genetico ereditato dai Goti o Unni. Un sondaggio di VPRC del 2012 notò l'esistenza di un sentimento antitedesco in Grecia e che la maggior parte degli intervistati collegava la Germania con nozioni negative come: "Hitler", "Nazismo" e "Terzo Reich". Il Gruppo di Ribelli Popolari creatasi in risposta alla crisi del debito è apertamente antitedesco e prese di mira le organizzazioni tedesche in Grecia.
Un argomento molto discusso è stato che, nonostante la sua retorica, la Germania realizzò profitti durante la crisi del debito greco (a causa del calo dei tassi debitori come la Germania, insieme ad altre forti economie occidentali, è stato visto come un rifugio sicuro da parte degli investitori durante la crisi, l'afflusso degli investimenti e l'aumento delle esportazioni a causa del deprezzamento dell'euro, con stime che raggiungono i 100 miliardi di euro, così come altri profitti attraverso dei prestiti). Un'altra questione chiave, è la pretesa per i risarcimenti post-seconda guerra mondiale, che si stima ammonti a 279 miliardi di euro.
Ad agosto 2012, il Presidente del Consiglio dei ministri Mario Monti aveva avvertito che le crescenti discussioni su come risolvere la crisi del debito economico, stava mettendo i paesi europei l'uno contro l'altro, minacciando di distruggere l'Europa. Nel frattempo stava crescendo il risentimento in Italia contro la Germania, l'Unione europea e la cancelliera Merkel dissero che "le pressioni portano con sé i tratti di una disgregazione psicologica dell'Europa".
Nell'estate del 2017 ebbe luogo un sondaggio tra dieci membri dell'UE. Lo scetticismo maggiore espresso nel sondaggio riguardante l'influenza tedesca sulle questioni europee furono: l'89% dei greci, a seguire poi il 69% dagli italiani mentre un 68% da parte dei spagnoli. I greci detenevano anche l'opinione negativa più alta con l'84% riguardo alla Merkel e l'opinione positiva più bassa con il 24% riguardo al popolo tedesco, tra i dieci stati che parteciparono al sondaggio.